# Katie Chapman
Katie Sarah Chapman (Bermondsey, 15 giugno 1982) è un'ex calciatrice britannica, di ruolo centrocampista.

## Carriera

### Milwall
Katie Chapman si unisce alle Millwall Lionesses all'età di 10 anni e fa il suo debutto in prima squadra a 14 nel 1996-97. In questa stagione contribuisce alla doppia vittoria in FA Women's Cup e Premier League Cup. Lou Waller che ha segnato il gol decisivo nella finale di FA Cup contro il Wembley è stata anche allenatrice della Chapman nelle squadre giovanili. Nel 1998-99 Chapman è stata nominata Young Player of the Year.

### Fulham
Nel giugno del 2000 Chapman firmò un nuovo contratto con il Fulham diventando una delle prime calciatrici professioniste a tutti gli effetti in Inghilterra, è riportato anche che fosse una dei membri più pagati della squadra con un salario annuale di £20,000. Nella sua prima stagione con i The Cottagers vince il campionato e viene di nuovo nominata FA Young Player of the Year. È presente anche nella finale di FA Women's Cup persa contro l'Arsenal.
Nel 2001-02 Chapman è protagonista della grande stagione della squadra di Gaute Haugenes che conquista la prima posizione in campionato poi segna due reti nella finale di Premier League Cup terminata 7-1 sul Birmingham City ed il gol decisivo nella seconda finale stagionale di FA Women's Cup contro le Doncaster Belles con un pallonetto da quasi 20 metri di distanza per il 2-1 conclusivo. Al termine della stagione viene nominata Ladies Player of the Season ed il Nationwide International Player of the Year award. L'anno successivo il Fulham si aggiudica addirittura il treble ma Katie Chapman sarà costretta a sostenere la compagna da lontano a causa della sua gravidanza. Fa definitivamente il suo ritorno in FA Women's Community Shield nell'agosto del 2003. Compie la sua prima esperienza in UEFA Women's Champions League e disputa la sua ultima partita nel marzo 2004 nella finale di Premier League Cup persa con il Charlton Athletic.

### Charlton Athletic
Nel luglio 2004 si unisce proprio ai suoi ultimi avversari e fa il suo debutto nella Community Shield vinta con l'Arsenal 1-0 al Broadhall Way. Sempre contro i Gunners è presente nella finale persa 3-0 di Premier League Cup nel marzo 2005. Successivamente è costretta a saltare l'ultima parte di stagione per un infortunio ad una mano rimediato in Nazionale compresa la FA Women's Cup vinta dal Charlton. La stagione seguente nel marzo 2006 gioca la sua terza finale di Premier League Cup consecutiva sconfiggendo l'Arsenal 2-1.

### Arsenal
Nel luglio del 2006 Katie Chapman firma per i campioni dell'Arsenal e debutta segnando una rete nel 3-0 contro l'Everton nella Community Shield al Gresty Road. Nella sua prima stagione, l'Arsenal si aggiudica uno storico quadruple vincendo campionato, coppa nazionale, coppa di lega e la UEFA Women's Champions League tanto da essere considerata da Emma Hayes, assistente dello staff tecnico, il "motore" ed il "cuore battente" della formazione. A metà strada della stagione successiva Chapman annuncia la sua seconda gravidanza saltando automaticamente il resto del torneo.
Durante il 2008-09 ritorna per aiutare le compagne nel mantenere il titolo nazionale ed ha aperto le marcature nella finale di FA Women's Cup contro le Sunderland Ladies per 2-1 al Pride Park. Alla fine conquista anche la coppa di lega dopo il 5-0 con le Doncaster Rovers Belles.

### Chicago Red Stars
Nel dicembre 2009 la squadra delle Chicago Red Stars della WPS americana ingaggia la Chapman soddsfando il suo desiderio di avere nuove sfide personali. Inizia la stagione WPS 2010 insieme all'allenatrice Emma Hayes ed alla connazionale Karen Carney. Dopo 22 presenze però rilascia il suo contratto e ritorna in Inghilterra a causa di problemi personale del marito nel trovare un impiego lavorativo in America.

### Ritorno all'Arsenal
Katie rientra ai Gunners nell'ottobre 2010 e viene elogiata dall'allenatrice Laura Harvey per il suo contributo decisivo nelle due sfide di Women's Champions League contro il Rayo Vallecano Femenino ed il Linköpings fino alla seminifinale poi persa con i futuri campioni del Lione. Nel maggio 2011 a causa degli infortuni di Faye White e Jayne Ludlow, la Chapman è nominata Capitano dell'Arsenal che ha battuto 2-0 il Bristol Academy alla Ricoh Arena reclamando la FA Women's Cup.
Lei e l'Arsenal si aggiudicano le prime due nuove edizioni della FA WSL nel 2011 e 2012. Nel marzo 2013 conclude la stagione dopo la sua terza gravidanza. Il 3 agosto 2013 la Chapman entra in campo dopo una sostituzione nella vittoria per 3-0 dell'Arsenal con il Liverpool ma al termine dell'incontro la Federazione ha ritenuto la registrazione della calciatrice non regolare ed ha decurtato i Gunners di 3 punti che ha pregiudicato la conquista del campionato e la qualificazione alla prossima UEFA Women's Champions League.

### Chelsea
Nel gennaio 2014 la squadra del Chelsea ha annunciato il doppio trasferimento proveniente dall'Arsenal proprio di Katie Chapman e Gilly Flaherty oltre che la riunione con la precedente allenatrice Emma Hayes. Nell'agosto 2015 Katie Chapman viene eletta Capitano della squadra in procinto della sua nona finale di FA Cup vinta per 1-0 contro il Notts County al Wembley Stadium di fronte ad un pubblico record di 30,710 spettatori in occasione del primo maggiore trofeo nella storia dei Blues. Conclude la stagione con la vittoria per 4-0 contro il Sunderland che regala il primo campionato per la squadra del Chelsea che compie un perfetto double.
Nel mese di giugno del 2017, Katie e le sue compagne vincono il secondo titolo personale grazie ad una migliore differenza reti con il Manchester City in un torneo a formato ridotto chiamato FA Spring Series prima del consueto campionato con girone di andata e ritorno.
Annuncia il suo ritiro al termine della stagione 2017-2018 dove consegue un altro double con la vittoria del campionato e la sua decima FA Cup grazie al successo finale per 2-0 contro il Bristol City.

### Nazionale
Katie Chapman è stata convocata per la prima volta a 16 anni nella selezione nazionale inglese Under 18 dove viene subito eletta Capitano della squadra. Fa il suo esordio in Nazionale maggiore un anno dopo sostituendo Samantha Britton dopo 73 minuti nella vittoria per 1-0 contro la Svizzera a Bristol il 6 maggio 2000 durante le Qualificazioni al campionato europeo femminile di calcio 2001. L'Inghilterra trova la qualificazione nella partita di ritorno dei play-off contro l'Ucraina dove Chapman viene eletta Player of the Match. Nonostante le notevoli prestazioni di quest'ultima, la squadra di Hope Powell viene eliminata nel girone iniziale del Campionato europeo femminile di calcio 2001.

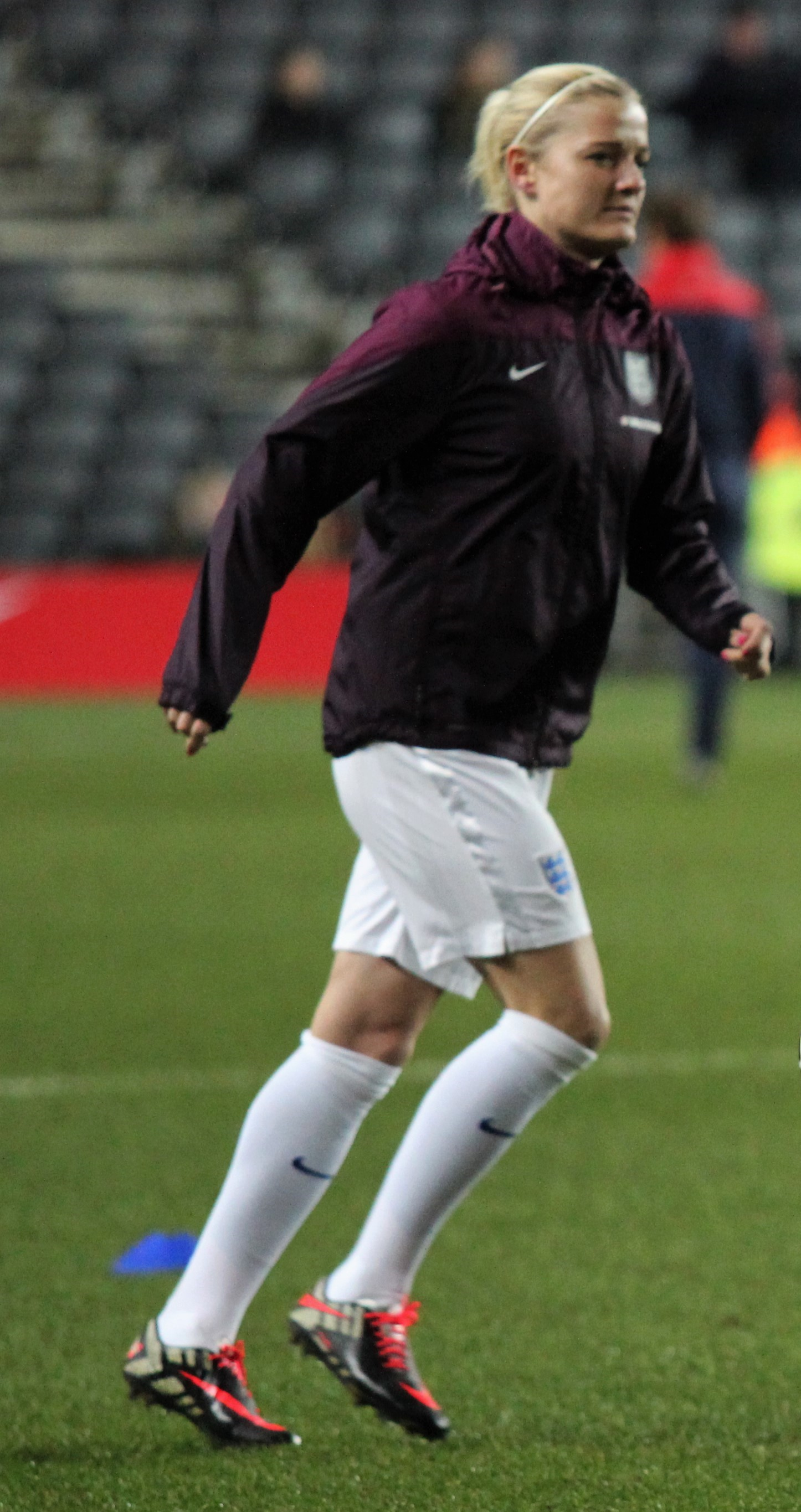
Katie Chapman durante il riscaldamento con la Nazionale nel 2015

Nel marzo 2002 Chapman segna la sua prima rete ufficiale nella vittoria per 4-1 sui Paesi Bassi durante le Qualificazioni al campionato mondiale femminile di calcio 2003. A causa della gravidanza del primo figlio non prende parte alle gare dei play-off dove gli inglesi vengono eliminati dalla Francia.
Nonostante un infortunio ad una mano è presente in tutte le partite del girone del Campionato europeo femminile di calcio 2005 oltre al Campionato mondiale femminile di calcio 2007.
Al suo ritorno in Nazionale dopo la seconda gravidanza, segna 2 reti contro il Sudafrica durante la Cyprus Cup nel marzo 2009. Le sue grandi prestazioni spingono gli inglesi fino alla finale del Campionato europeo femminile di calcio 2009 dove deve cedere soltanto alla Germania guadagnandosi a fine anno il riconoscimento di FA International Player of the Year.
All'inizio di marzo 2011 dopo una amichevole contro gli Stati Uniti, Katie Chapman si ritira inaspettatamente dalla Nazionale proprio a ridosso dei campionati del mondo a seguito della mancanza di assistenza per la salute dei figli da parte della Federazione. La situazione negativa fa nascere dei contrasti con l'allenatore Hope Powell che la esclude clamorosamente dal gruppo della Gran Bretagna nel giugno 2012 per le Olimpiadi di Londra. Nel settembre 2013 in seguito all'esonero del CT, la Chapman rilascia una intervista a BBC Radio Live 5 dove lamenta il trattamento ricevuto da Powell che ha annullato il suo contratto tramite una e-mail dopo che la calciatrice aveva richiesto un periodo di tempo per occuparsi dei figli dopodiché ha chiarito di non essersi mai ritirata definitivamente dalla Nazionale ed anzi vuole ritornare per raggiungere il traguardo delle 100 presenze.
Mark Sampson il successore di Powell ha richiamato Katie per una amichevole con gli Stati Uniti nel febbraio 2015 a Milton Keynes. Ha partecipato al Campionato mondiale femminile di calcio 2015 in Canada dove ha conquistato il terzo posto dopo la vittoria per 1-0 contro la Germania.

## Vita privata
Katie Chapman ha 3 figli con suo marito Mark dal nome Harvey, Riley e Zachary. È tifosa del Millwall ed ha una sorella gemella di nome Sophie e che ha giocato con lei nel Millwall Lionesses.

## Palmarès

### Club

#### Competizioni nazionali
- FA Women's Super League 1: 5

Arsenal: 2011, 2012
Chelsea: 2015, 2017, 2017-2018
- South East Combination Women's Football League: 1

Fulham: 2000-2001
- FA Women's Premier League Southern Division: 1

Fulham: 2001-2002
- FA Women's Premier League National Division: 4

Fulham: 2002-2003
Arsenal: 2006-2007, 2007-2008, 2008-2009
- FA Women's Cup: 10

Millwall Lionesses: 1996-1997
Fulham: 2001-2002, 2002-2003
Charlton: 2004-2005
Arsenal: 2006-2007, 2007-2008, 2008-2009, 2010-11
Chelsea: 2014-15, 2017-2018
- FA Women's Premier League Cup: 6

Millwall Lionesses: 1996-1997
Fulham: 2001-2002, 2002-2003
Charlton: 2005-2006
Arsenal: 2006-2007, 2008-2009
- FA WSL Continental Cup: 1

Arsenal: 2011

#### Competizioni internazionali
- UEFA Women's Cup: 1

Arsenal: 2006-2007

### Nazionale
- Cyprus Cup: 2

2009, 2015

### Individuale
- FA Women's Young Player of the Year: 1998–99, 2000–01
- FA Women's International Player of the Year: 2001–02, 2009–10